# Développable des tangentes

Développable des tangentes, avec arête de rebroussement en rouge et quelques tangentes à cette courbe tracées. La surface est la réunion de toutes ces tangentes.

En mathématiques, et plus précisément en géométrie euclidienne, une développable des tangentes est une surface réglée obtenue comme réunion des tangentes à une courbe de l'espace. Cette courbe est alors l'arête de rebroussement de la surface.

## Description

### Représentation paramétrique
Si une courbe régulière (C) est donnée par une représentation paramétrique 
{\displaystyle u\in I\mapsto A(u)\in \mathbf {R} ^{3},}
la surface (S) engendrée par les tangentes à cette courbe est la surface paramétrée par :
{\displaystyle M:(u,t)\in I\times \mathbf {R} \mapsto A(u)+tA'(u).}
Il s'agit par construction d'une surface réglée, puisque réunion de droites — les tangentes à la courbe — qui sont donc les génératrices de la surface.

### Propriétés géométriques
Une développable des tangentes est développable, ce qui signifie mathématiquement qu'en deux points réguliers de cette surface situés sur une même génératrice, les plans tangents sont identiques, et plus intuitivement qu'elle peut être mise à plat sans être étirée.
Il s'agit également de l'enveloppe des plans osculateurs à la courbe (C).

## Arête de rebroussement
Tout point M(u,0) de la courbe est un point non régulier de la surface. En effet,
{\displaystyle {\frac {\partial M(u,0)}{\partial u}}\quad {\rm {et}}\quad {\frac {\partial M(u,0)}{\partial t}}}
sont des vecteurs colinéaires.
Réciproquement, si la courbe est birégulière, tout point non régulier pour la surface est nécessairement un point de la courbe.
Étant donné une surface réglée développable, est-elle la développable des tangentes d'une courbe de l'espace ? La réponse est négative, puisque les cônes et les cylindres ne sont pas des développables des tangentes à une courbe. Mais l'on peut établir que toute surface développable est constituée de parties de cônes, de cylindres, et de tangentes à des courbes gauches, qui se recollent le long d'une génératrice avec un même plan tangent. 
En généralisant la définition pour inclure les cônes comme développable des tangents à un courbe réduite à un point, et les cylindres comme développable des tangentes d'un courbe réduite à un point à l'infini, toute surface développable est localement la développable des tangentes à l'enveloppe de ses génératrices. Cette courbe s'appelle l'arête de rebroussement de la surface, et les plans tangents à la surface sont les plans osculateurs à l'arête de rebroussement.